# Xalatlaco (kommun)
Xalatlaco är en kommun i Mexiko.   Den ligger i delstaten Mexiko, i den sydöstra delen av landet, 40 km sydväst om huvudstaden Mexico City. Antalet invånare är 26 865. Arean är 93 kvadratkilometer.
Terrängen i Xalatlaco är lite bergig.
Följande samhällen finns i Xalatlaco:
- Xalatlaco
- Mezapa la Fábrica
- El Águila
- San Juan Tomasquillo Herradura
- Techichili
- Cuixapa
- Cruz Larga
- Santa Fe Mezapa
- El Potrero
- Los Tejocotes
- Barrio San Bartolo
- Coxto
- Escalerillas
- El Capulín